# ریکی و فلش
ریکی و فلش (به انگلیسی: Ricki and the Flash) یک فیلم کمدی-درام موزیکال آمریکایی به نویسندگی دیابلو کودی و کارگردانی جاناتان دمی است. داستان فیلم دربارهٔ زنیست که خانواده‌اش را به منظور تبدیل شدن به یک ستاره راک و رهبری گروهی موسیقی به نام ریکی و فلش ترک کرده و پس از مشکلات فراوان فرصتی برای جبران کارهایش می‌یابد. در این فیلم بازیگرانی همچون مریل استریپ، کوین کلاین، میمی گامر، آدرا مک‌دانلد، سباستین استن، ریک اسپرینگفیلد و شارلوت را ایفای نقش می‌کنند.
ریکی و فلش در تاریخ ۷ اوت ۲۰۱۵ توسط ترایستار پیکچرز اکران شد. فیلم با واکنش‌های ضد و نقیضی از سوی منتقدان همراه بود و عملکرد تیم بازیگری مورد تحسین قرار گرفت، اما منتقدان نسبت به فیلم‌نامه انتقاداتی داشتند. فیلم ۴۱ میلیون دلار در سراسر جهان فروش کرد در حالی که ۱۸ میلیون دلار بودجه ساخت آن بوده است. 